# Kserks I.
Kserks I. ali Kserks Veliki (staroperzijsko 𐎧𐏁𐎹𐎠𐎼𐏁𐎠, x-š-y-a-r-š-a , Hašajarša, vladar herojev, perzijsko خشایارشاه, Khashâyâr Shâh,  grško  Ξέρξης, Kserkses)  je bil četrti kralj iz Ahemenidske dinastije perzijskih vladarjev, ki je vladal od leta 486 do  465 pr. n. št., ko ga je umoril poveljnik  kraljeve telesne straže Artaban,  * 518 pr. n. št., † 465 pr. n. št.
Kserks  je zelo verjetno  perzijski kralj Ahasver (hebrejsko אֲחַשְׁוֵרוֹשׁ, Axašweroš) iz Esterine knjige  V grški zgodovini je znan po neuspeli invaziji na Grčijo leta 480 pr. n. št. Njegova vojska preplavila Grčijo do Korintske ožine in bila nato v bitkah  pri Salamini in Patajah odločilno poražena. Leto kasneje se je druga perzijska invazija na Grčijo končala. Kserks je takoj po prihodu na prestol  zadušil upor v Egiptu in Babiloniji in nadziral zaključna dela različnih gradenj v Suzi in Perzepolisu.